# Nordiska Kammarorkestern
Nordiska Kammarorkestern är en professionell orkester med säte i Sundsvall och är en del av Musik Västernorrland och bolaget Scenkonst Västernorrland.
Nordiska Kammarorkestern bildades 1990 och hette då Sundsvalls Kammarorkester. Orkestern består av 35 musiker och utöver den symfoniska abonnemangsserien ger orkestern konserter i olika genrer. Med hemmascen i Sundsvall spelar Nordiska Kammarorkestern i hela Västernorrland och turnerar även nationellt och internationellt. 
Nordiska Kammarorkestern har uppdraget att på hög konstnärlig nivå sprida västerländsk konstmusik till Västernorrlands medborgare. Med sin repertoar tar orkestern världen till Västernorrland genom samarbeten med världsartister och crossover-konserter.
Nordiska Blåsarkvintetten och Nordiska Kammarensemblen är ensembler sprungna ur Nordiska Kammarorkestern. Förutom sina kammarmusikserier ger musikerna klassrumskonserter för barn och unga och medverkar i olika typer av samarbetsprojekt.
Nordiska Kammarorkestern är också delaktiga i arrangerandet av operatävlingen Schymberg Award till Hjördis Schymbergs ära.
Orkestern har även haft samarbeten med andra orkestrar, så som Dalasinfoniettan, med solister och dirigenter, som Martin Fröst, men även med populärartister som Moto Boy, Annika Norlin och Ola Salo.

## Tidigare Chefdirigenter
- Niklas Willén
- Christopher Warren-Green
- Christian Lindberg
- Johannes Gustavsson & Gilles Apap (konstnärliga rådgivare)
- Eva Ollikainen